# Torneo de Estoril 2018
El Millennium Estoril Open 2018 fue un torneo de tenis jugado en polvo de ladrillo al aire libre que se celebró en Estoril, Portugal, del 30 de abril al 6 de mayo de 2018. Fue la 4.ª edición del Millennium Estoril Open, y es parte del ATP World Tour 250 series del 2018.

## Distribución de puntos
| Modalidad            | Campeón | Finalista | Semifinales | Cuartos de final | 2ª ronda | 1ª ronda | Clasificados | 2ª ronda de clasificación | 1ª ronda de clasificación |
| Individual masculino | 250     | 165       | 100         | 50               | 25       | 0        | 13           | 7                         | 0                         |
| Dobles masculino     | 250     | 150       | 90          | 45               | 20       | 0        | -            | -                         | -                         |

## Cabezas de serie

### Individuales masculino
| Tenista         | Ranking | Preclasificado |
| Kevin Anderson  | 8       | 1              |
| Pablo Carreño   | 11      | 2              |
| Kyle Edmund     | 23      | 3              |
| Gilles Müller   | 28      | 4              |
| Albert Ramos    | 40      | 5              |
| Robin Haase     | 44      | 6              |
| Leonardo Mayer  | 45      | 7              |
| Daniil Medvedev | 48      | 8              |

- Ranking del 23 de abril de 2018.[2]

### Dobles masculino
| Tenista                             | Ranking | Preclasificado |
| John Peers Jean-Julien Rojer        | 17      | 1              |
| Raven Klaasen Michael Venus         | 48      | 2              |
| Marc López David Marrero            | 67      | 3              |
| Marcelo Demoliner Santiago González | 84      | 4              |

## Campeones

### Individual masculino
Joao Sousa venció a  Frances Tiafoe por 6-4, 6-4

### Dobles masculino
Kyle Edmund /  Cameron Norrie vencieron a  Wesley Koolhof /  Artem Sitak por 6-4, 6-2